# Franciszek Ludwik de Bourbon-Conti
Franciszek Ludwik de Bourbon-Conti, fr. François Louis de Bourbon (ur. 30 kwietnia 1664, zm. 9 lutego 1709) – książę Conti od 1685.

## Życiorys
Był młodszym synem Armanda, księcia Conti, i Anny Marii Martinozzi (siostrzenicy kardynała Mazarina). Jego starszym bratem był Ludwik Armand I, książę de Conti (1661–1685). Conti był faworytem swojego stryja Kondeusza Wielkiego, którego wnuczkę poślubił 28 czerwca 1688, w Wersalu. Jego żona – Maria Teresa de Bourbon-Condé (1666–1732) była córką Henryka Juliusza, księcia de Condé, i Anny Bawarskiej. Para miała co najmniej 7 dzieci:
- dziecko (1693),
- syn (1694–1698), książę de La Roche-sur-Yon,
- Maria Anna (1689–1720), mademoiselle de Conti, od 1713 żona Ludwika IV Henryka, księcia de Condé,
- Ludwik Armand II (1695–1727), książę de Conti,
- Ludwika Adelajda (1696–1750), mademoiselle de La Roche-sur-Yon,
- córka (1697–1699), mademoiselle d'Alais,
- Ludwik Franciszek (1703–1704), hrabia d'Alais.

Brał udział w wielu wojnach toczonych wówczas przez Francję. W 1697 Ludwik XIV wysunął jego kandydaturę do korony polskiej, zapewniając mu elekcję dzięki skorumpowaniu szlachty. Został wybrany oficjalnie królem Polski przez większość i ogłoszony nim 27 czerwca, przez prymasa Michała Radziejowskiego. Rosja, Austria i Brandenburgia zjednoczyły się jednak wokół jego kontrkandydata Augusta II, który pierwszy wkroczył do Rzeczypospolitej. Conti we wrześniu 1697 przypłynął na czele eskadry 6 okrętów francuskich dowodzonych przez Jeana Barta na redę portu w Gdańsku. 9 listopada atak wojsk wiernych Augustowi II zmusił księcia Conti do opuszczenia jego kwatery w Oliwie i ostatecznego wycofania się z Rzeczypospolitej.
Był wodzem naczelnym wojsk francuskich we Włoszech w czasie wojny o sukcesję hiszpańską.
Louis de Rouvroy, książę de Saint-Simon pisał, że był on bardzo wykształcony; o wiele lepiej niż większość książąt. Conti miał ogromną renomę we Włoszech, więc w 1708 generalny kontroler finansów Michel Chamillart przekonał w końcu markizę de Maintenon i Ludwika XIV, że należałoby posłać go tam jako głównodowodzącego, lecz książę Conti zmarł wkrótce po tej decyzji. Louis de Rouvroy twierdził, że to podtrzymało jego legendę, ponieważ działania wojenne mogłyby mu pójść źle.